# Gadus macrocephalus

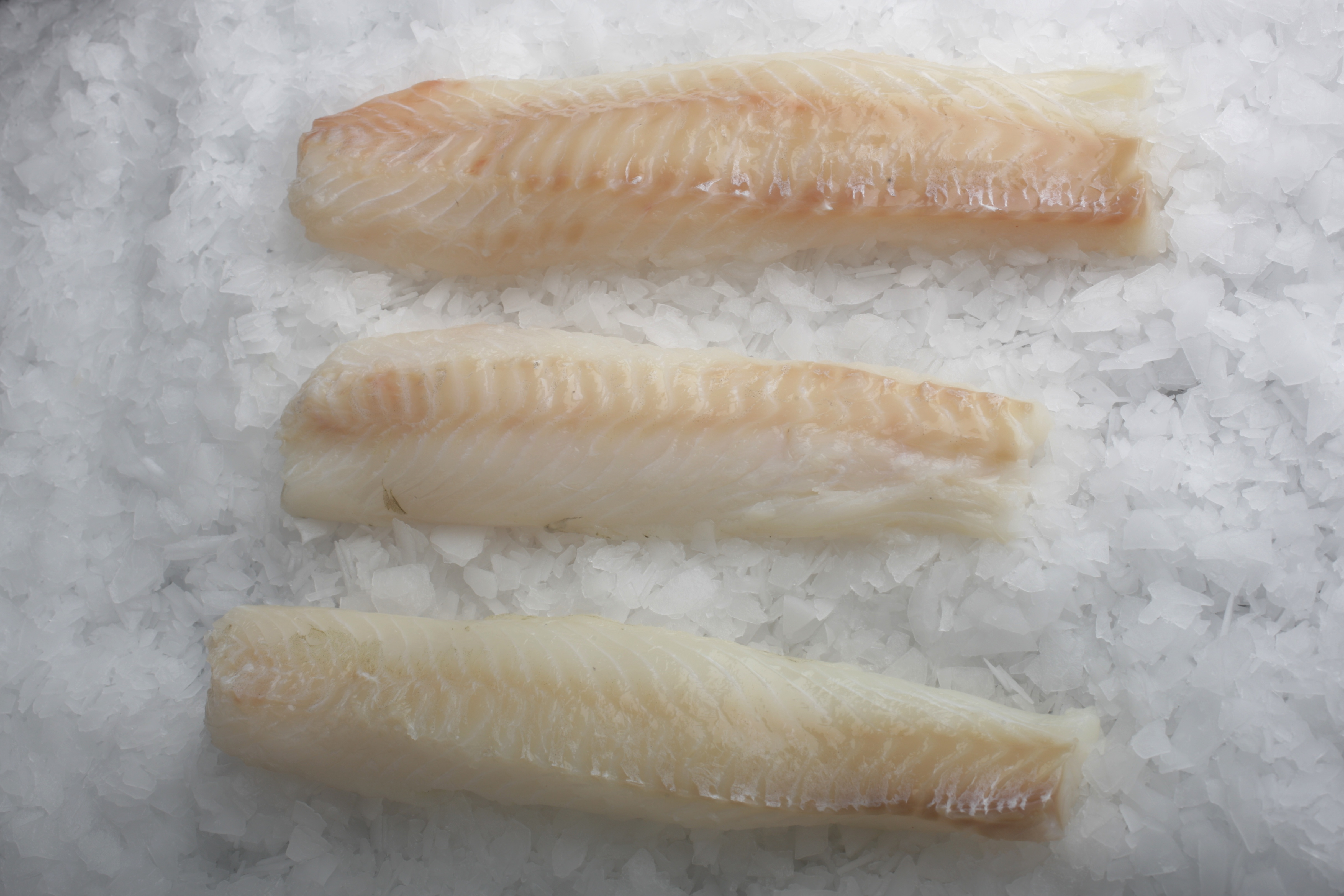
Cuore di Gadus Macrocephalus - taglio Jeka

Il merluzzo nordico (Gadus macrocephalus Tilesius 1810), chiamato anche merluzzo grigio (per differenziarlo dall'altro merluzzo nordico) è un pesce d'acqua salata, appartenente alla famiglia Gadidae.
Se conservato tramite salagione assume il nome commerciale di baccalà. Con il termine stoccafisso si identifica invece il merluzzo nordico bianco (Gadus morhua) essiccato.

## Distribuzione ehabitat
È un pesce tipico del Pacifico settentrionale, nella grande area compresa tra il Mar Giallo, lo Stretto di Bering, le isole Aleutine e la costa pacifica degli Stati Uniti, fino a Los Angeles. Vive nelle acque della piattaforma continentale a 100-400 metri di profondità, spingendosi a volte fino a 1280 m.

## Descrizione

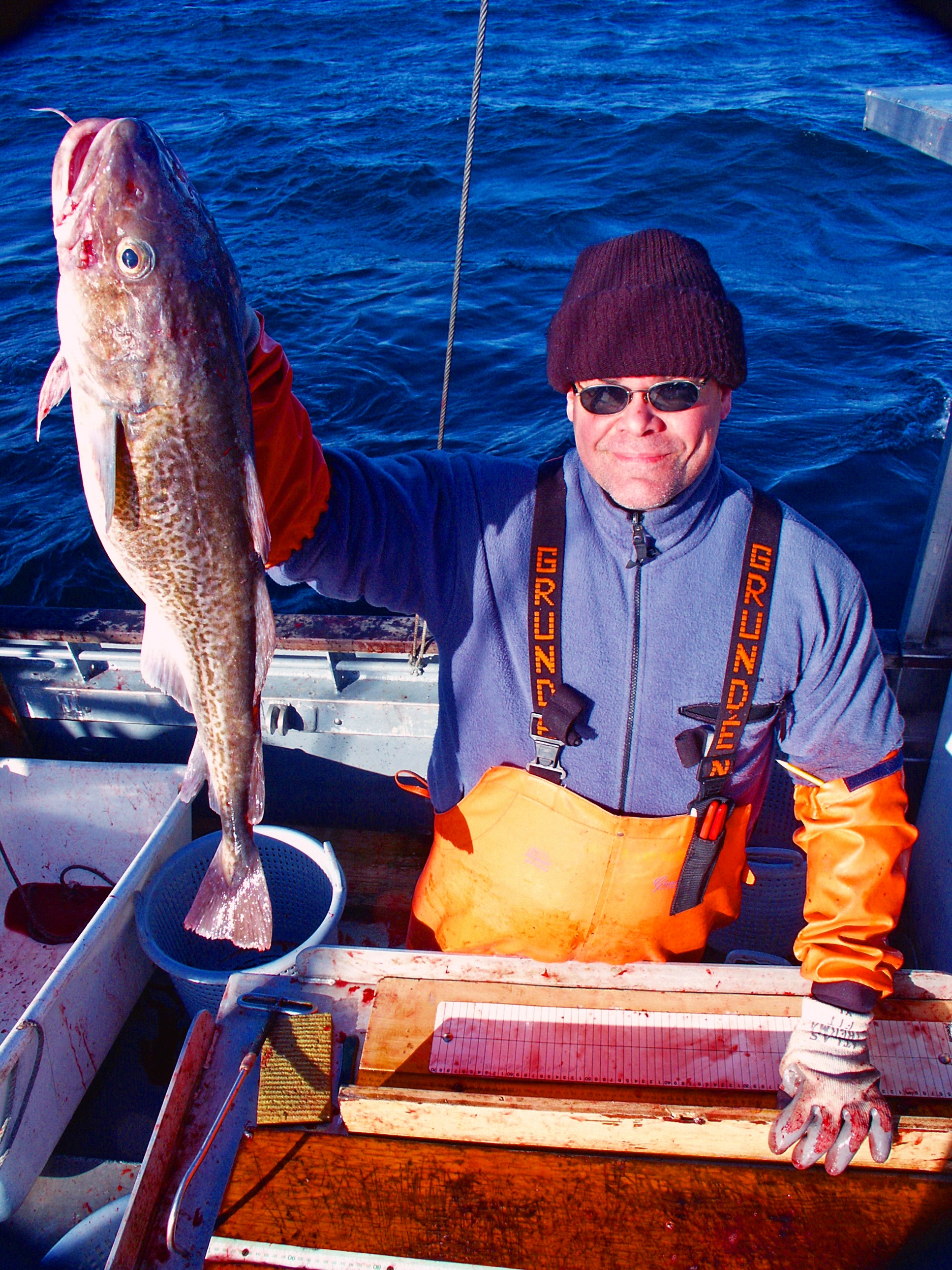
Una pesca fortunata

Presenta un corpo allungato, poco compresso ai fianchi, dal profilo a punta di lancia, con testa piuttosto grande ed un barbiglio chiaro sotto il mento. Ha tre pinne dorsali, due anali, pinne ventrali in posizione giugulare e pinna caudale tronca, a delta.
La livrea è variabile dal marrone al verdastro grigio sul dorso, che è cosparso di macchie brune, mentre diventa più sfumato bianco sul ventre. La testa è screziata di bruno. La linea laterale è chiara e ben visibile, con una curva all'altezza della seconda dorsale.
Può raggiungere una lunghezza massima di 120 cm per 22 kg di peso.

## Riproduzione
Si riproduce tra la fine dell'estate e l'inverno, dopo aver raggiunto acque meno profonde dove avviene l'accoppiamento. Ogni femmina depone tra 3-5 milioni di uova molto piccole (1 mm di diametro), demersali e appiccicose nelle prime 30 ore. La schiusa avviene dopo circa 29 giorni.

## Alimentazione
Gli esemplari giovani si nutrono di copepodi, gli adulti di molluschi (gasteropodi, bivalvi, octopus e cefalopodi), crostacei (granchi, gamberetti, vermi (policheti, anellidi) e soprattutto pesci (zoarcidae, salmonidae, scorpaenidae, acciughe, pleuronectidae, Gymnocanthus sp., Alepisaurus ferox e uova e larve di Raja sp.).

## Predatori
Il merluzzo nordico è preda abituale di mammiferi marini come la balenottera minore e la foca comune, di pesci come le pleuronectidae e il salmone reale, il pollack d'Alaska e il carbonaro.

## Pesca

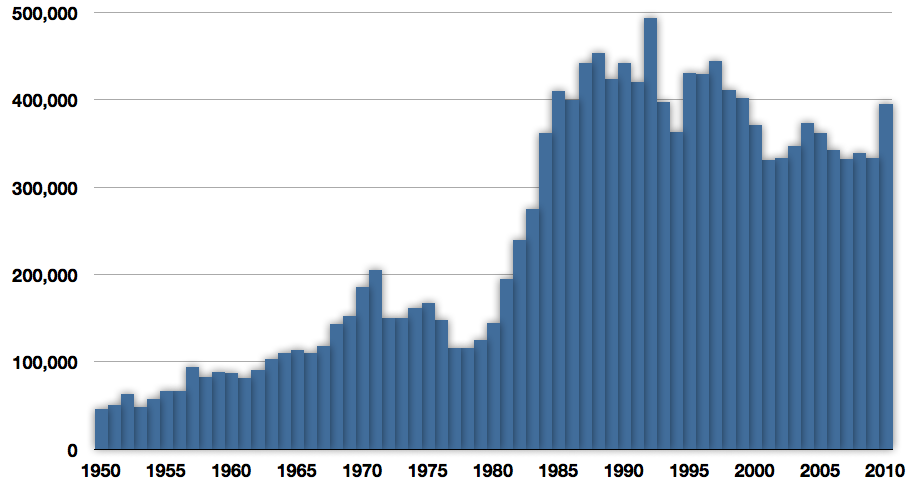
Grafico con i dati FAO sulla pesca di G. macrocephalus degli ultimi 50 anni

Il merluzzo nordico è oggetto di pesca intensiva: negli ultimi 50 anni la quantità di pescato è più che quadruplicata. Tuttavia la pesca con palamito, praticata tra l'Alaska e lo Stretto di Bering è stata considerata come sostenibile dal Marine Stewardship Council. In Europa e in Italia non è una specie ricercata, mentre nei paesi del Pacifico ha un elevato valore commerciale.

## Altri usi
È utilizzato anche nella Medicina tradizionale cinese.